# Edmundsella vansyoci
Edmundsella vansyoci is een slakkensoort uit de familie van de Flabellinidae. De wetenschappelijke naam van de soort is voor het eerst geldig gepubliceerd in 1994 door Gosliner als Flabellina vansyoci.